# Mai 1865

## Événements
- 1er mai : alliance entre l’Argentine, le Brésil et l’Uruguay contre le Paraguay. Le président du Paraguay, López, est accusé de vouloir créer un empire comprenant Paraguay, Uruguay et les provinces Argentines d’Entre Ríos et Corrientes. Le Paraguay est d’abord vainqueur des coalisés.

- 3 mai : début d'une longue visite de Napoléon III en Algérie, pendant laquelle l'impératrice Eugénie devient régente. C'est son second voyage, devant le mécontentement des colons (jusqu'en juin). Il ne favorise pas la relance de la colonisation comme Mac-Mahon l’avait espéré.

- 11 mai, France : création des magasins du Printemps. Reconnaissance de la valeur du chèque.

- 17 mai : création à Paris de l'Union télégraphique internationale.

- 22 mai : traité de commerce entre la Belgique et la Prusse, qui agit au nom du Zollverein.

## Naissances
- 5 mai : George-Albert Aurier, écrivain, poète et critique d'art français († 5 octobre 1892).
- 31 mai : István Chernel, ornithologue hongrois († 21 février 1922).

## Décès
- 25 mai : Madeleine-Sophie Barat (86 ans), fondatrice des Sœurs du Sacré-Cœur en 1800, à Paris.
- 29 mai : Bernard Pierre Magnan (74 ans), maréchal de France (° 7 décembre 1791).